# Martha Tarhemba
Martha Tarhemba (1 de abril de 1978) é uma ex-futebolista nigeriana que atuava como meia.

## Carreira
Martha Tarhemba integrou o elenco da Seleção Nigeriana de Futebol Feminino, nas Olimpíadas de 2000. 